# Heraclia duplicata
Heraclia duplicata är en fjärilsart som beskrevs av Stoneham 1963. Heraclia duplicata ingår i släktet Heraclia och familjen nattflyn. Inga underarter finns listade i Catalogue of Life.